# Sello (centro comercial)
El Sello (palabra finlandesa para chelo) es un centro comercial ubicado en Espoo, una ciudad de la costa sur de Finlandia aledaña a Helsinki, la capital. El centro comercial, de cuatro pisos, cuenta con más de 160 tiendas, así como una sala de conciertos y una biblioteca.
El Sello se encuentra dividido en tres partes: la más antigua, terminada en 2002; la segunda, en 2005; y la más reciente, culminada en 2008. La parte más antigua cuenta con dos supermercados, tres bancos, la principal biblioteca de Espoo, una sala de conciertos, restaurantes, cafés, farmacia, una academia musical, y una tienda de Alko. La segunda, tiene varios restaurantes y tiendas más pequeñas, varias de ellas de deportes, como Intersport y Stadium. La tercera fue diseñada para incluir un cinema, una bolera y varios restaurantes. El Sello también tiene un hotel, el Hotel Sello.
El 31 de diciembre de 2009, el Sello fue sede de un tiroteo.